# دودی سلا
 دودی سلا (انگلیسی: Dudi Sela؛ زاده ۴ آوریل ۱۹۸۵) یک تنیس‌باز اهل اسرائیل است.